# Iglesia de San Saturnino de Castellet
La iglesia de San Serni de Castellet, o Sant Sadurní de Castellet (actualmente desaparecida) fue en origen capilla del Castellet de Llimiana, el emplazamiento se desconoce, y fue ligada más tarde como sufragánea a la parroquia de San Miguel del Valle, del término municipal de Gavet de la Conca en la provincia de Lérida
Es citada desde el 1077 (o antes, pues consta en un documento del siglo XI sin fecha) hasta el 1526, en documentos notariales de los condes de Pallars.
Parece poco probable la adscripción de esta iglesia en el pueblo de Sant Martí de Barcedana, que han hecho algunos estudiosos. Actualmente no se tiene ninguna noticia sobre su emplazamiento exacto.